# Стефанія Бельгійська
Стефанія Бельгійська (фр. Stéphanie de Belgique, також Стефанія Саксен-Кобург-Готська, фр. Stéphanie de Saxe-Cobourg et Gotha, повне ім'я Стефанія Клотильда Луїза Ермінія Марія Шарлотта, фр. Stéphanie Clotilde Louise Herminie Marie Charlotte, після першого шлюбу відома як Стефанія Австрійська, нім. Stephanie von Österreich, після другого — Стефанія Лоньяй, угор. Lónyay Stefánia; 21 травня 1864 — 23 серпня 1945) — бельгійська принцеса із Саксен-Кобург-Готської династії, донька короля Бельгії Леопольда II та австрійської ерцгерцогині Марії Генрієтти, у 1881—1889 роках — дружина кронпринца Австро-Угорщини Рудольфа, за кілька років після його самогубства взяла шлюб із угорським графом Елемером Лоньяєм. Більшу частину життя провела в Угорщині.
Авторка мемуарів.

## Біографія

### Ранні роки
Стефанія народилася 21 травня 1864 року у Лакенському палаці поблизу Брюсселя третьою дитиною та другою донькою в сім'ї кронпринца Бельгії Леопольда та його першої дружини Марії Генрієтти Австрійської. Дівчинка мала старшу сестру Луїзу та брата Леопольда.
Мешкала родина у Лакенському палаці. Коли Стефанії було півтора року, Леопольд став королем Бельгії.
Шлюб батьків був невдалим і влаштованим виключно за бажанням родичів з династичних міркувань. Після передчасної смерті єдиного сина у віці 9 років Леопольд та Марія Генрієтта дуже віддалилися одне від одного. Остання спроба мати спадкоємця закінчилася у 1872 році народженням молодшої доньки Клементини, що тільки посилило відчуження між подружжям.

Дітей Марія Генрієтта намагалася виховувати суворо, привчаючи до труднощів життя. Траплялися випадки, коли вона власноруч карала дівчат різками. Леопольд не цікавився доньками за життя сина, а після народження третьої загалом перестав турбуватися про сім'ю.

Стефанія на портреті Ганса Макарта

До освіти Стефанії входило вивчення французької, англійської, німецької мов, математики, історії, літератури, танців та їзди верхи.
У 1875 році її старша сестра Луїза ще зовсім юною вступила в шлюб з принцом Філіпом Саксен-Кобург-Готським, старшим від неї на 14 років, і від'їхала до Відня. Там вона близько потоваришувала із спадкоємцем австрійського престолу ерцгерцогом Рудольфом.
У березні 1880 року кронпринца Рудольфа запросив до бельгійського двору король Леопольд. Після зустрічі із 15-річною Стефанією 5 березня ерцгерцог написав матері листа, в якому повідомив, що «знайшов те, що шукав», відзначивши, що дівчина є «милою, гарною та розумною». Сучасники в той час змальовували принцесу як «чарівне створіння із величезними блакитними очима та білявим волоссям, яка була ще по суті дитиною». Рудольф перед цим розглядав кандидатури своєї кузини Марії Антуанетти та кількох інфант Іспанії та Португалії. 7 березня він попросив руки Стефанії. Про заручини оголосили у зимовому саду королівських оранжерей Лакену. Матір нареченого, імператриця Єлизавета була невдоволена вибором сина, однак імператор шлюб схвалив.
Принцесу відрядили до Відня, щоб навчати її етикету імператорського двору, однак за місяць було з'ясовано, що наречена ще не досягла шлюбного віку, і на деякий час Стефанія повернулася додому.

### Кронпринцеса

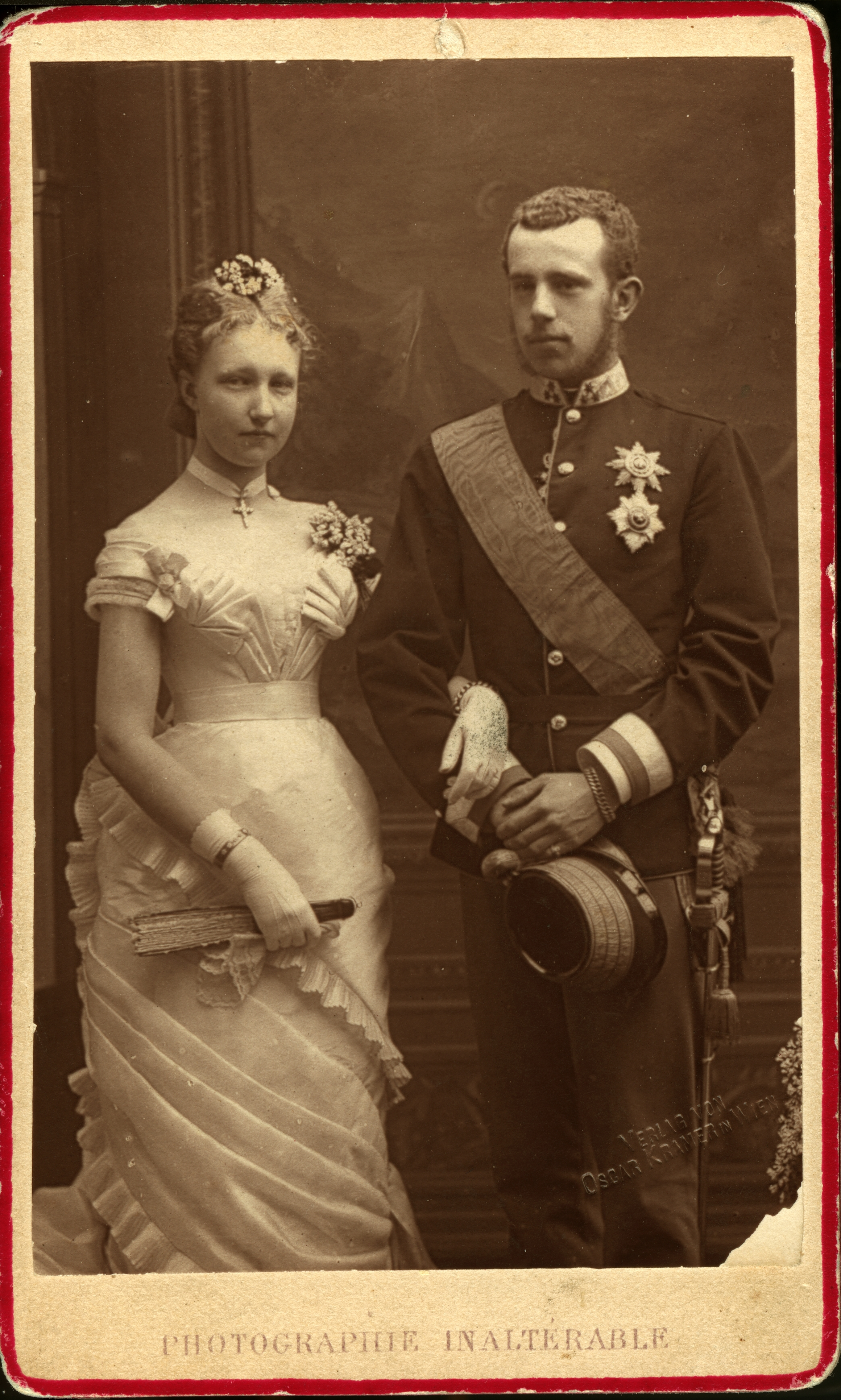
Стефанія та Рудольф у березні 1881 року, фото Оскара Крамера

Весілля спочатку планувалося на 15 лютого 1881 року, однак було перенесене. 5 травня 1881-го принцеса у супроводі батька прибула з Бельгії до Зальцбургу, де був улаштований пишний прийом. Вінчання 16-річної Стефанії та 22-річного кронпринца Рудольфа відбулося у церкві Святого Августина у Відні 10 травня 1881 року. Серед гостей були принц Уельський та майбутній кайзер Вільгельм II. Союз урочисто святкувався по всій Австрії. Медовий місяць провели у Лаксенбурзі.
Перші роки шлюбу були щасливими. Пара лагідно кликала одне одного Коко та Кокос. Деякий час мешкали в Градчанах у Празі. Кронпринц в цей час займався науковими дослідженнями та вів тихе життя. Після того, як Стефанія повідомила про вагітність, Рудольф став ще більш уважним та турботливим до неї. Вони були певними, що народиться хлопчик, і обрали для нього чеське ім'я Вацлав, яке відображало симпатії ерцгерцога до слов'янських народів імперії. Проте народилася донька. Народження дівчинки розчарувало кронпринца і згодом відносини подружжя зіпсувалися. Рудольф мав ліберальні погляди на життя, Стефанія, завдяки вихованню, відрізнялася консерватизмом. Свекруха продовжувала зневажати небажану невістку. Через її повноту вона глузливо кликала її Слоном чи Верблюдом. При віденському дворі Стефанія ніколи не була популярною, дами дали їй прізвисько «Холодна білявка».
Спостерігачі, однак, відзначали її розумну, терплячу та спостережливу поведінку. Кронпринцеса полюбляла виконувати свої представницькі обов'язки, беручи участь у багатьох офіційних церемоніях, в той час як імператриця Єлизавета ненавиділа їх. У результаті Стефанія ще більше прихилила до себе свекра Франца Йозефа, який дав їй високу оцінку.
Подружнє життя з часом погіршувалося. Чоловік у 1886 році, захворівши на гонорею, заразив нею і Стефанію, внаслідок чого чергова вагітність стала неможливою. Рудольф мав багато позашлюбних зв'язків, у тому числі утримував від 1887 року постійну коханку Міцці Каспар, лікувався морфієм, страждав від неконтрольованих спалахів гніву та був дуже неврівноваженим, взимку 1888 ледь не застреливши власного батька на полюванні. Стефанія, в свою чергу, під час візиту до Галичини на початку літа 1887 закохалася у польського графа Артура Потоцького, про що свідчить її листування, і мала із ним стосунки протягом 18 місяців. У своїх листах вони кликали одне одного за іменами героїв Шекспіра «Гамлет» та «Офелія».
Пара мала намір розлучитися, Рудольф просив батька підтримати його прохання щодо розірвання шлюбу, яке він намагався надіслати до Ватикану.

Наприкінці січня 1889 року Рудольфа та його коханку Марію Вечера знайшли вбитими у замку Маєрлінг поблизу Відня. Офіційною версією до нашого часу є подвійне самогубство. У прощальному листі до дружини кронпринц писав:
«Люба Стефані! Тепер Ви позбавлені від моєї присутності та страждань; будьте щасливою у Вашій країні. Так буде добре для бідолашної дівчинки, яка є єдиним, що залишилося від мене»

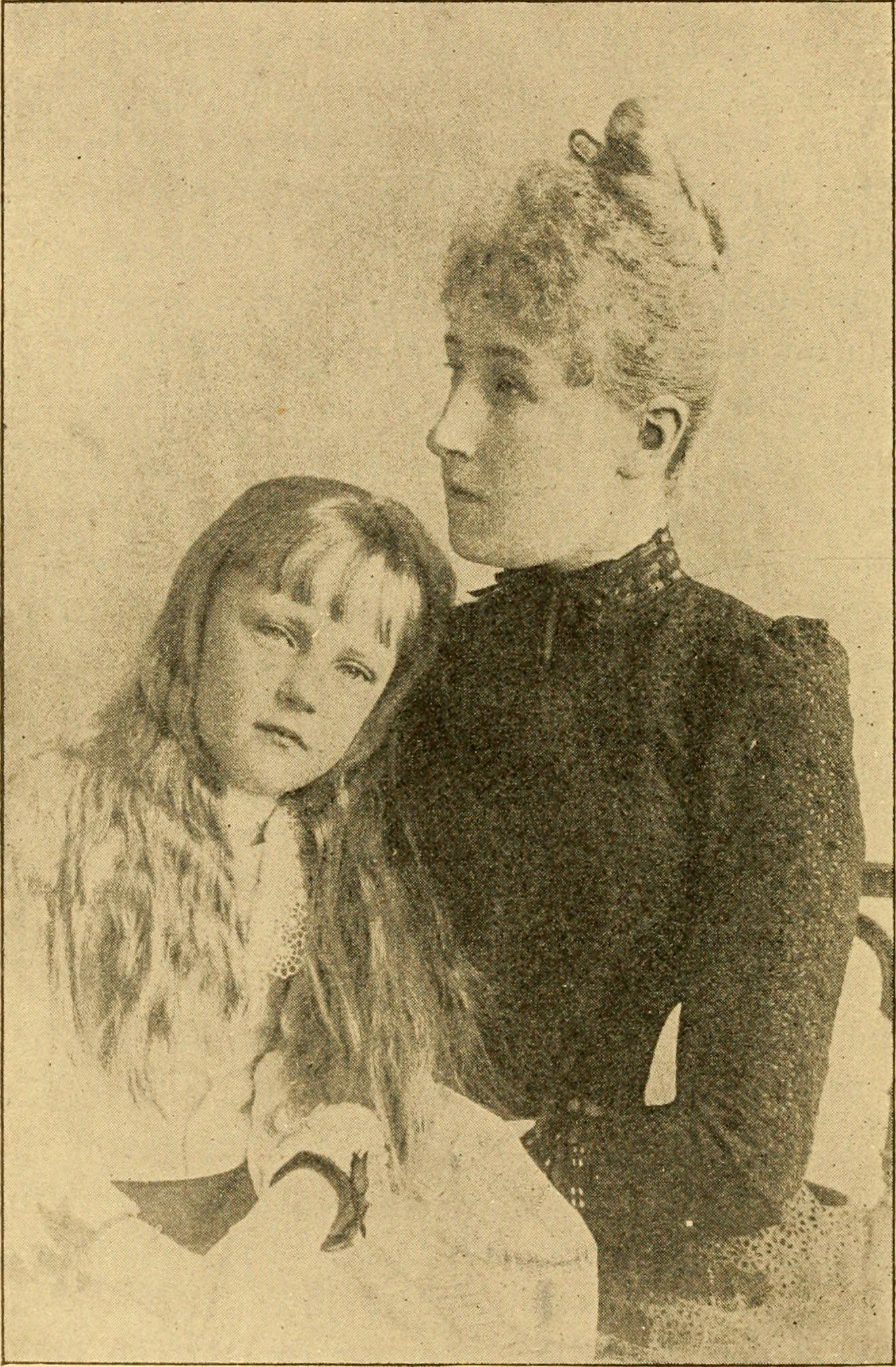
Стефанія із донькою, фото 1892

Батьки Стефанії відразу прибули із Брюсселю, аби підтримати доньку. Щоб оговтатися від шоку та уникнути віденського двору, який ставив катастрофу у провину кронпринцесі, Стефанія, наслідуючи свекруху, почала подорожувати. У мандрівках вона використовувала псевдоніми графині Лакрома, Еппан та Годрікур, а також леді Бончерч. Відвідала, переважно морем, Північну Африку, Палестину, царський двір у Петербурзі, Скандинавію. Багато часу проводила із сестрами Луїзою та Клементиною, з якою зблизилася найбільше.
Стосунки з графом Потоцьким тривали до смерті останнього у березні 1890 року від раку горла. Остання зустріч відбулася у січні 1890 року, за рік після смерті Рудольфа, коли граф вже ледве міг розмовляти.
Наступні 11 років місцем проживання кронпринцеси із донькою був палац Мірамар поблизу Трієста. Вперше вона побувала там у 1882 році із чоловіком та його батьками, а згодом провела там кілька днів у 1885. Щорічне утримання кронпринцеси у вдівстві становило 150 000 гульденів. Вона брала уроки співу та живопису. В цей час мала добрі відносини із батьком і періодично навідувала його у Бельгії. Востаннє вона приїжджала до Брюсселю у 1899 році.
Наприкінці 1890-х Леопольд II та Франц Йозеф певний час мали намір видати Стефанію за нового кронпринца Франца Фердинанда, аби не допустити його шлюбу із фрейліною Софією Хотек. Але їхні спроби не мали успіху.
Взимку 1898 року ерцгерцогиня тяжко захворіла на плеврит. Прогнози лікарів були невтішними. Однак Стефанія видужала і на диво швидко відновилася.

### Другий шлюб

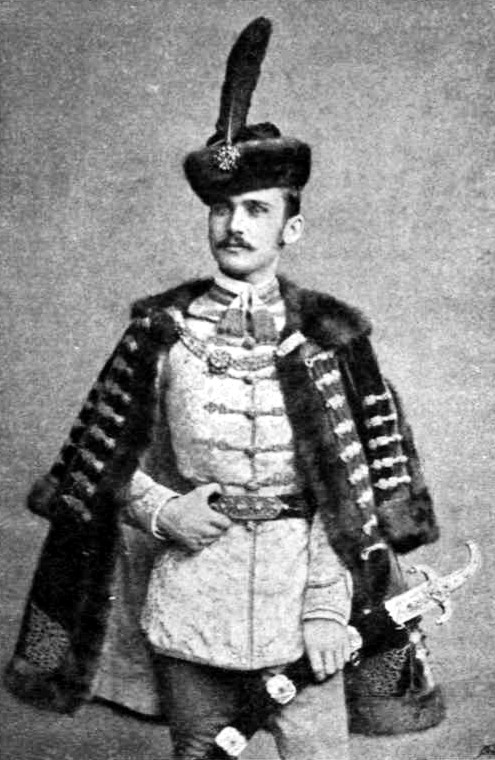
Елемер Лоньяй у 1900 році, фото Ференца Манді

Стефанія згодом таки одружилася вдруге, отримавши на це дозвіл імператора Франца Йозефа. Її чоловіком став угорський дипломат Елемер Лоньяй. Весілля 35-річної ерцгерцогині із графом Лоньяєм, її однолітком, відбулося 22 березня 1900 року у замку Мірамар. Аби підкреслити добре ставлення до невістки, імператор особисто провів її до потягу в Трієст. Від титулів ерцгерцогиня відмовилася, натомість їй було надано 100 000 франків щорічної ренти. Лоньяй, в свою чергу, відмовився від дипломатичної кар'єри. Донька Стефанії на церемонії присутньою не була.
За кілька місяців Франц Фердинанд так само узяв морганатичний шлюб із коханою жінкою. Король Леопольд дізнався про весілля доньки випадково, читаючи газету «The Times». Знаючи характер батька, Стефанія передчувала, що він ніколи не погодиться на морганатичний шлюб, тож, щоб уникнути шуму, вона воліла поставити його перед фактом. Розлючений Леопольд розірвав будь-які відносини з донькою, як перед цим зробив із старшою, коли та пішла від чоловіка у 1897.
У 1902 році померла матір Стефанії, Марія Генрієтта. Батько після цього привласнив все її майно, аби воно не дісталося донькам. Потім, бажаючи повністю позбавити їх спадщини, Леопольд підписав закон, за яким від 1 січня 1904 більша частина його приватного майна перейшла у розпорядження держави, але при цьому він зберіг право до кінця життя вільно ним користуватися. Стефанія, обурена жадібністю батька, зажадала своєї частки материнської спадщини. Отримавши відмову, вона подала на Леопольда II в бельгійський суд, але програла, хоча її інтереси представляв відомий адвокат та блискучий оратор Поль Жансон.
Єлизавета Марія також майже не спілкувалася з матір'ю після її другого шлюбу, звинувачуючи її у смерті батька.
Проте у другому шлюбі принцеса була дуже щаслива і ніколи не жалкувала про нього. Всі, хто її знав, знаходили її розумною, врівноваженою та набагато більш красивою у зрілому віці, ніж в юності.
Віддалившись від двору, пара вела приватне життя, яке відзначалося розумінням та гармонійністю. До 1906 року вони проживали на віллі Зічі у Калксбурзі на південь від Відня, а також у 23-му районі столиці. Згодом, придбавши замок Орошвар на заході Угорщини, подружжя мешкало переважно у ньому. Стефанія закохалася в Угорщину і зокрема полюбляла угорську кухню.
Навколо нового дому вона заклала багато садів та квітників. Полюбляючи природу та проводити час просто неба, графиня часто гуляла парками, де також було створено близько 30 оранжерей. Часто виїжджала із чоловіком на полювання. Разом вони радо запрошували до себе в гості ерцгерцога Франца Фердинанда із дружиною Софією Хотек. Продовжувала Стефанія підтримувати стосунки і з імператором Францом Йозефом. Газети писали про її довгу аудієнцію у Шенбрунні у вересні 1914 року.
Під час Першої світової війни у замку Орошвар був створений шпиталь, а сама Стефанія працювала у ньому медсестрою. У 1917 році імператор Карл I звів Елемера Лоньяя у князі, що стало останнім підвищенням аристократичного рангу в Австро-Угорській імперії. У 1934 році Стефанія, в свою чергу, позбавила доньку спадку через її громадянський шлюб із соціал-демократом Леопольдом Петцнеком.
У 1944 році більша частина замку Орошвар була зайнята німецькими військами, а у 1945 подружжя Лоньяй було змушене втікати від наближення Червоної армії. Притулок вони знайшли у бенедиктинському монастирі Паннонгалма в однойменному місті на північному заході країни. Настоятель Клемен Хрізостом переховував їх разом із іншими біженцями. Там Стефанія померла від інсульту у віці 81 року 23 серпня 1945. Елемер Лоньяй пішов з життя менш ніж на рік. Обидва поховані у крипті монастиря. Свої землі та колекцію предметів мистецтва вони заповіли бенедиктинцям.
Жителі Орошвару протягом багатьох років з любов'ю та повагою продовжували згадувати графське подружжя.

## Родина

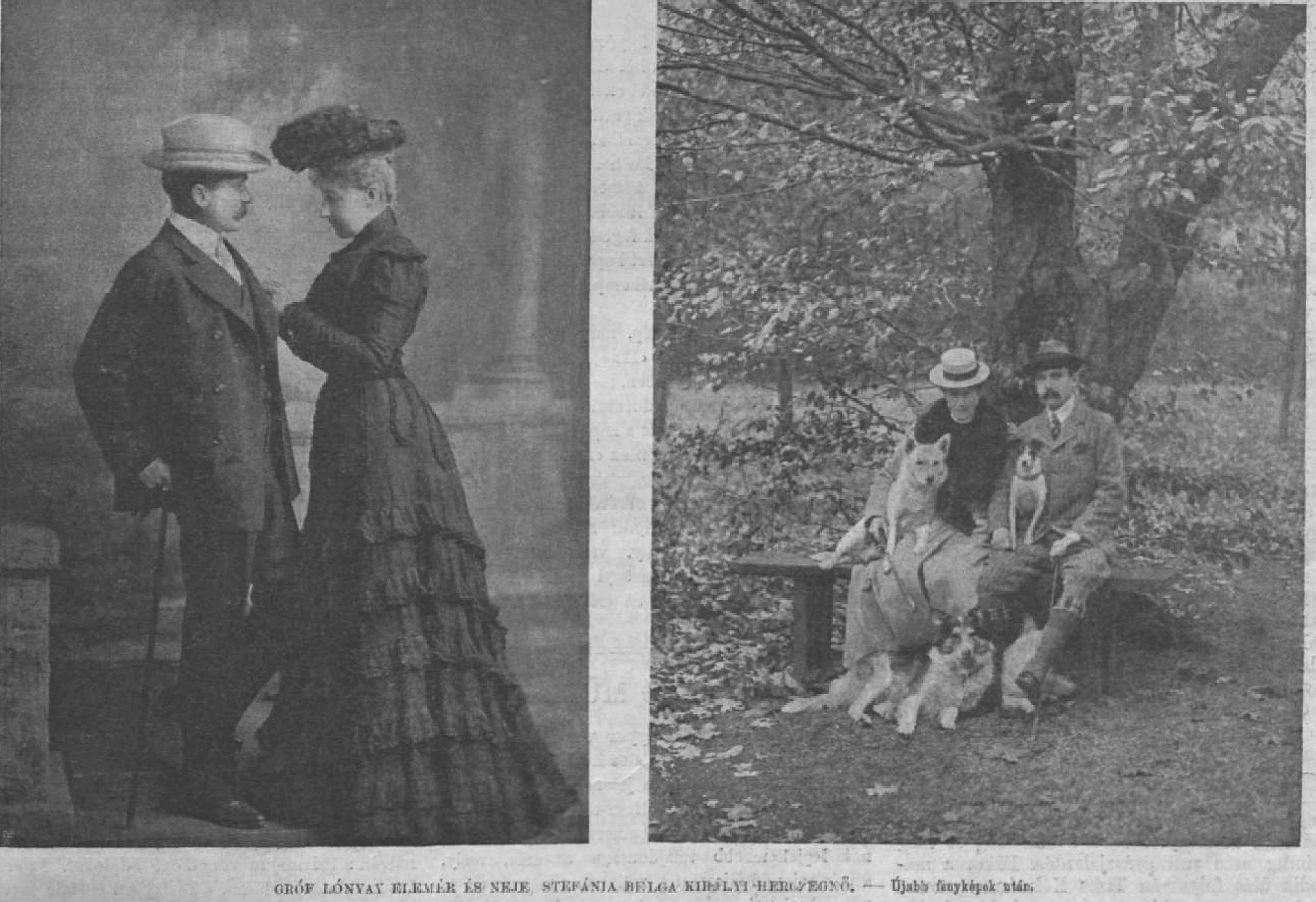
Елемер зі Стефанією

Чоловік — Рудольф (кронпринц Австрії)
Діти:
- Єлизавета Марія (1883—1963) — була двічі одружена, мала трьох синів та доньку від першого шлюбу.

Чоловік — Елемер Лоньяй
Дітей не було

## Мемуари
- Prinzessin Stephanie von Belgien Fürstin von Lonyay «Ich sollte Kaiserin werden».[18] Koehler & Amelang, Leipzig, 1935.

## Нагороди
- Орден Королеви Марії Луїзи № 829 (Іспанія).

## Титули
- 21 травня 1864—10 травня 1881 — Її Королівська Високість Принцеса Стефанія Бельгійська;
- 10 травня 1881—30 січня 1889 — Її Імператорська та Королівська Високість Кронпринцеса Австрії, Угорщини та Богемії;
- 30 січня 1889—22 березня 1900 — Її Імператорська та Королівська Високість Вдовіюча Кронпринцеса Австрії, Угорщини та Богемії;
- 22 березня 1900—9 лютого 1917 — Її Королівська Високість Графиня Стефанія Лоньяй де Наді-Лонья;
- 9 лютого 1917—23 серпня 1945 — Її Королівська Високість Принцеса Лоньяй де Наді-Лонья та Вашарош-Наминь.

## Кіновтілення
- Йоланда Лаффрон у французькій історичній драмі «Маєрлінг» 1936 року режисера Анатоля Літвака;
- Джулія Дін у голлівудському мюзиклі «Імператорський вальс» 1948 року режисера Біллі Вайлдера;
- Ґрета Ціммер у австрійській історичній драмі «Остання любов кронпринца Рудольфа» 1956 року режисера Рудольфа Югерта;
- Андреа Парізі у франко-британській стрічці «Маєрлінг» 1968 року режисера Теренса Янга;
- Ульріка Баймпольд в угорсько-австро-німецькому фільмі «Кронпринц» 1989 року режисера Міклоша Синетара;
- Даніела Голпашин у телевізійному фільмі «Кронпринц Рудольф» 2006 року режисера Роберта Дорнхельма.

## Вшанування пам'яті
- У 1881 році австрійський астроном Йоганн Паліза на честь принцеси назвав астероїд 220 Стефанія.
- У 1884 році німецький орнітолог Карл Гунштейн назвав на честь ерцгерцогині новий вид райських птахів — астрапія принцеси Стефанії.
- У 1887 році був спущений на воду барбетний панцерник «Kronprinzessin Erzherzogin Stephanie», який проіснував до 1926 року.
- У 1888 році угорський мандрівник Самуель Телекі назвав на честь Стефанії нововідкрите озеро в Ефіопії.
- На її честь названа вулиця в Будапешті.
- М'ясний рулет та низка інших страв.